# Le Portel
 Le Portel  es una población y comuna francesa, situada en la región de Norte-Paso de Calais, departamento de Paso de Calais, en el distrito de Boulogne-sur-Mer y cantón de Le Portel.

## Demografía
| 11 198 | 11 379 | 11 112 | 10 984 | 10 615 | 10 720 |
| Para los censos de 1962 a 1999 la población legal corresponde a la población sin duplicidades (Fuente: INSEE [Consultar]) |        |        |        |        |        |